# 夏玉洁
夏玉洁（1973年—），江苏江阴人，汉族，中华人民共和国政治人物、第十二届全国人民代表大会安徽地区代表。
毕业于日本神户大学商学院金融学专业，現任安徽省塑料协会副会长，现任安徽中鼎控股（集团）股份有限公司董事、安徽中鼎橡塑制品有限公司总经理。。2013年，担任全国人大代表。